# Funaria thornei
Funaria thornei är en rundmaskart som beskrevs av Van Der Linde 1938. Funaria thornei ingår i släktet Funaria och familjen Leptonchidae. Inga underarter finns listade i Catalogue of Life.